# Natriumklorat
Natriumklorat är ett salt med formeln NaClO3.

## Egenskaper
Natriumklorat är ett starkt oxidationsmedel. Det bildar explosiva blandningar med de flesta brännbara material. Om det kommer in i kroppen oxiderar det blodets hemoglobin vilket leder till hemolys som är ett livsfarligt tillstånd.

## Framställning
Industriellt framställs natriumklorat genom elektrolys av natriumklorid löst i varmt vatten.
{\displaystyle {\rm {NaCl+3\ H_{2}O\rightarrow NaClO_{3}+3\ H_{2}}}}
Det går också att framställa genom att leda klorgas genom en varm lösning av natriumhydroxid.
{\displaystyle {\rm {2\ NaOH+Cl_{2}+4\ H_{2}O\rightarrow 2\ NaClO_{3}+5\ H_{2}}}}
Nackdelen med den sistnämnda metoden är att det bildas mer natriumhypoklorit och natriumklorit än natriumklorat.

## Användning
- Den huvudsakliga användningen för natriumklorat är att tillverka klordioxid för blekning av pappersmassa.
- Natriumklorat är phytotoxisk för alla gröna växter och används därför som herbicid.
- En blandning av natriumklorat och järnpulver som brinner producerar mer syre än som går åt för förbränningen. Det används därför för att generera syre i ubåtar, flygplan och rymdfarkoster. Bariumperoxid (BaO2) används för att filtrera bort den klorgas som också bildas.